# Biały Meczet w Nazarecie
Biały Meczet w Nazarecie (arab. المسجد الأبيض) – najstarszy meczet na Starym Mieście Nazaretu, na północy Izraela.

## Historia
Budowę meczetu w Nazarecie sfinansował egipski dowódca wojskowy Sulejman-Pasza, natomiast prace budowlane nadzorował wysoki komisarz Nazaretu szejk Abd Allah al-Fahuum. Budowa rozpoczęła się w 1785 i zakończyła w 1812 roku. Kilka lat po ukończeniu budowy, w 1815 roku zmarł szejk Abd Allah, zdołał on jednak ukończyć dzieło swego życia. Dał mu przydomek "Biały Meczet", jako symbol nowej ery czystości, światła i pokoju między religiami. Opiekę nad świątynią do tej pory sprawuje rodzina al-Fahum. Na jego dziedzińcu znajduje się grobowiec szejka Abd Allaha, na cześć którego nazwano meczet. Przez pewien czas meczet mieścił także szkołę i muzułmański sąd szariatu.

## Architektura
Nad meczetem wznosi się wysoki minaret. Całość budowli wzniesiono z kremowego kamienia, a wszystkie wykończenia oraz kopuły są zielone. Teren jest otoczony kamiennym murem, a wejście przez bramę prowadzi na wewnętrzny dziedziniec. W południowo-zachodnim narożniku dziedzińca znajduje się niewielka fontanna z rytualną umywalnią. We wnętrzu meczetu znajdują się dwie sale modlitewne. Sklepienie wspiera się na dwóch rzędach pięciu kamiennych kolumn. Ściany są bielone z drewnianymi motywami zdobień. Na podłogach leżą zielone dywany. Wnętrze jest rozświetlone dwoma rzędami żyrandoli.

## Nabożeństwa
Meczet jest czynny i służy miejscowej ludności muzułmańskiej do regularnych modlitw (pięć razy dziennie). Podczas modlitw nie wolno zwiedzać meczetu i należy poczekać na ich zakończenie (około 20 minut).